# William Röttger
Wilhelm Christian „William“ Röttger (* 1948; † 28. Februar 2015 in Münster) war ein deutscher Musikmanager, Labelbetreiber und Galerist. Röttger war Mitbegründer des Plattenlabels Low Spirit und Geschäftsführer der Mayday GmbH.

## Leben
William Röttger stammte aus dem westfälischen Dorf Lippborg. In den 1970er Jahren demonstrierte er gegen den Vietnamkrieg, sympathisierte mit der Hippiebewegung, lose auch mit der RAF und später der Anti-Atomkraft-Bewegung. Röttger arbeitete in einem antiautoritären Kindergarten als Erzieher. In den 1970er Jahren war er an der Pädagogischen Hochschule Münster wissenschaftlicher Assistent des Kunstpädagogen Otto Lenz, dem Vater von Seraphina, Maximilian (WestBam) und Fabian Lenz (DJ Dick). Daneben wirkte er als Fotograf und Autor für Publikationen wie den Frankfurter Informations-Dienst zur Verbreitung unterbliebener Nachrichten, das Münchener Magazin Blatt oder Die Tageszeitung.
Als Veranstalter und Promoter holte er Bands wie die Einstürzenden Neubauten, Killing Joke, Gang of Four, Fad Gadget, Hans-A-Plast oder Deutsch-Amerikanische Freundschaft nach Münster. 1983 organisierte Röttger für WestBam den ersten Auftritt als DJ im Club Odeon in Münster und 1984 im Club Metropol in Berlin.
In den frühen 1980er Jahren ging er nach West-Berlin, wo er zunächst als Fotograf und Händler tätig war. Nachdem er erfolglos versucht hatte, WestBams Demos anderen Labels anzubieten, gründete Röttger 1985 gemeinsam mit Maximilian und Fabian Lenz sowie Klaus Jankuhn und Sandra Molzahn die Low Spirit Recordings GmbH, die sich zu einer der „Keimzellen des Techno“ entwickelte. Röttger förderte die Karrieren von Künstlern wie WestBam, DJ Dick, Marusha, RMB, Hardsequencer und Raver’s Nature. Er war außerdem Geschäftsführer des Veranstaltungsunternehmens Mayday GmbH und als Mitorganisator an der Loveparade beteiligt.
2006 schlossen Röttger und seine Partner das Label Low Spirit und verkauften die Rechte an der Mayday an das Unternehmen i-Motion. Danach widmete Röttger sich vor allem der bildenden Kunst und organisierte Ausstellungen in seiner Berliner Eclectic Window Gallery.
Am 28. Februar 2015 starb William Röttger im Kreise seiner Familie an einem Krebsleiden infolge einer Leberzirrhose.

## Diskografie
- 1990: Mr. President, Sir! – Alligators Have Fun (Low Spirit)